# 佐久間仁
佐久間 仁（さくま じん、1983年3月5日 - ）は日本で活動するミュージカル俳優である。大韓民国出身で現在は日本在住。劇団四季所属。

## 来歴
禾谷高校からソウル芸術大学演劇科卒業後、舞台出演などの活動を行い、2009年10月に劇団四季オーディションに合格し来日する。2010年3月22日に開幕したエクウス東京公演の馬役で初舞台に出演し、同年エビータ京都公演からは改名し現芸名で出演している。2016年6月8日にはノートルダムの鐘製作発表に参加している。

## 主な出演作品
- エクウス（2010年馬、2016年馬）
- エビータ（2010年アンサンブル）
- 思い出を売る男（2011年G.Iの青年）
- ジーザス・クライスト・スーパースター（エルサレムバージョン、ジャポネスクバージョン）（2011年アンサンブル、2013年シモン、2018年・2024年イスカリオテのユダ）
- アスペクツ・オブ・ラブ（2012年ヒューゴ）
- ノートルダムの鐘（2016年・2022年フィーバス）
- キャッツ(2018年　ラム・タム・タガー)
- 劇団四季 The Bridge〜歌の架け橋〜(2021年　男性5枠)
- 美女と野獣（2025年ビースト）